# Burg Grabštejn
Hrad Grabštejn (deutsch Burg Grafenstein) befindet sich in der gleichnamigen Ortschaft Grabštejn bei Chotyně im Liberecký kraj im Norden Tschechiens.

## Geschichte

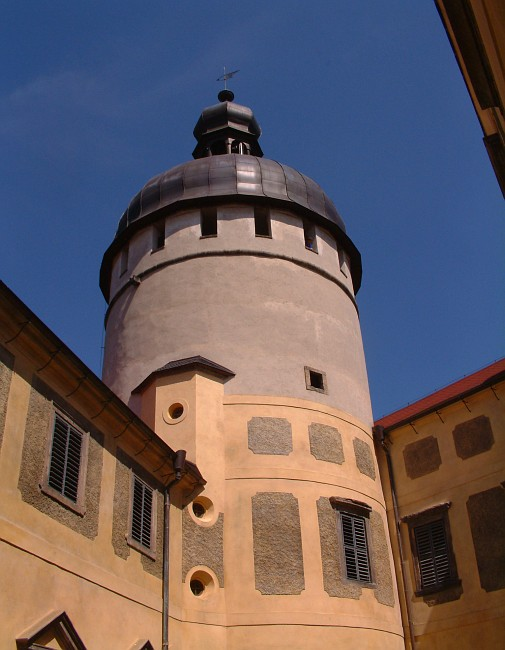
Turm der Burg Grabštejn

Der älteste Teil der Burg mit dem Namen Ulsitz stammt aus dem 13. Jahrhundert. Sie wurde vermutlich von den Burggrafen von Dohna errichtet und gehörte zum altböhmischen Bunzlauer Kreis. Während der Hussitenkriege wurde sie mehrmals erobert und jeweils wiederaufgebaut.
1562 erwarb der kaiserliche Rat Georg Mehl von Strehlitz (Jiří Mehl ze Střelic; † 1589) von den Brüdern Albrecht und Rudolf von Dohna (Donin) Burg und Herrschaft Grafenstein für 30.000 Rheinische Floren. Er baute die Burg Grafenstein zu einem Renaissanceschloss um, wobei die Wehranlagen erhalten blieben. Später verkaufte er beides zum gleichen Preis an seinen Verwandten Ferdinand Hoffmann, Freiherr von Grünbühl (Ferdinand Hoffmann z Grünenbühlu).
Im Dreißigjährigen Krieg wurde die Burg von den Schweden erobert, die sie als Lazarett und Versorgungsbasis für weitere kriegerische Unternehmungen in die Umgebung nutzten. Um diese Zeit gelangten Burg und Herrschaft an das Adelsgeschlecht Trauttmansdorff, von dem es 1704 die Clam-Gallas erwarben. Sie verfügten über umfangreiche Besitzungen in Nordböhmen und verbanden Burg und Herrschaft Grafenstein mit ihrer Herrschaft Friedland. 1782 bauten sie das Schloss um und erneuerten zugleich die Inneneinrichtung.
Weitere Restaurierungen erfolgten 1818 und nach einem Brand 1843. Für die Schlosskapelle St. Barbara erwarb vor 1838 Christian Christoph Clam-Gallas das Altarbild „Maria im Grünen“, das vermutlich eine Kopie des Erstlingswerkes des Malers Joseph von Führich war.
Nach dem Zweiten Weltkrieg wurde die Burg konfisziert und durch die Tschechoslowakei verstaatlicht. Einige Gebäude wurden zunächst von der Armee als Stützpunkt der Verteidigung, Kaserne und Hundezwinger genutzt. In den nachfolgenden Jahren wurde sie teilweise dem Verfall preisgegeben.
Nach der Samtenen Revolution 1990 erfolgten umfangreiche Restaurierungsarbeiten der Burg, deren Gesamtbild bis heute erhalten blieb.
Zugänglich sind zahlreiche Sammlungen, alte Kellerräume mit Ausstellungen, der Kriegsturm mit einer Aussichtsplattform und die Schlosskapelle. In den tiefgelegenen unterirdischen Räumen befindet sich ein Verlies, das ebenfalls besichtigt werden kann.
Im Innenhof finden jährlich hochkarätige Benefizkonzerte mit Solisten des Prager Nationaltheaters und dem ortsgebürtigen Solisten Luďka Vele statt. Die Gelder kommen der Instandsetzung der Burg zugute.

## Weblinks

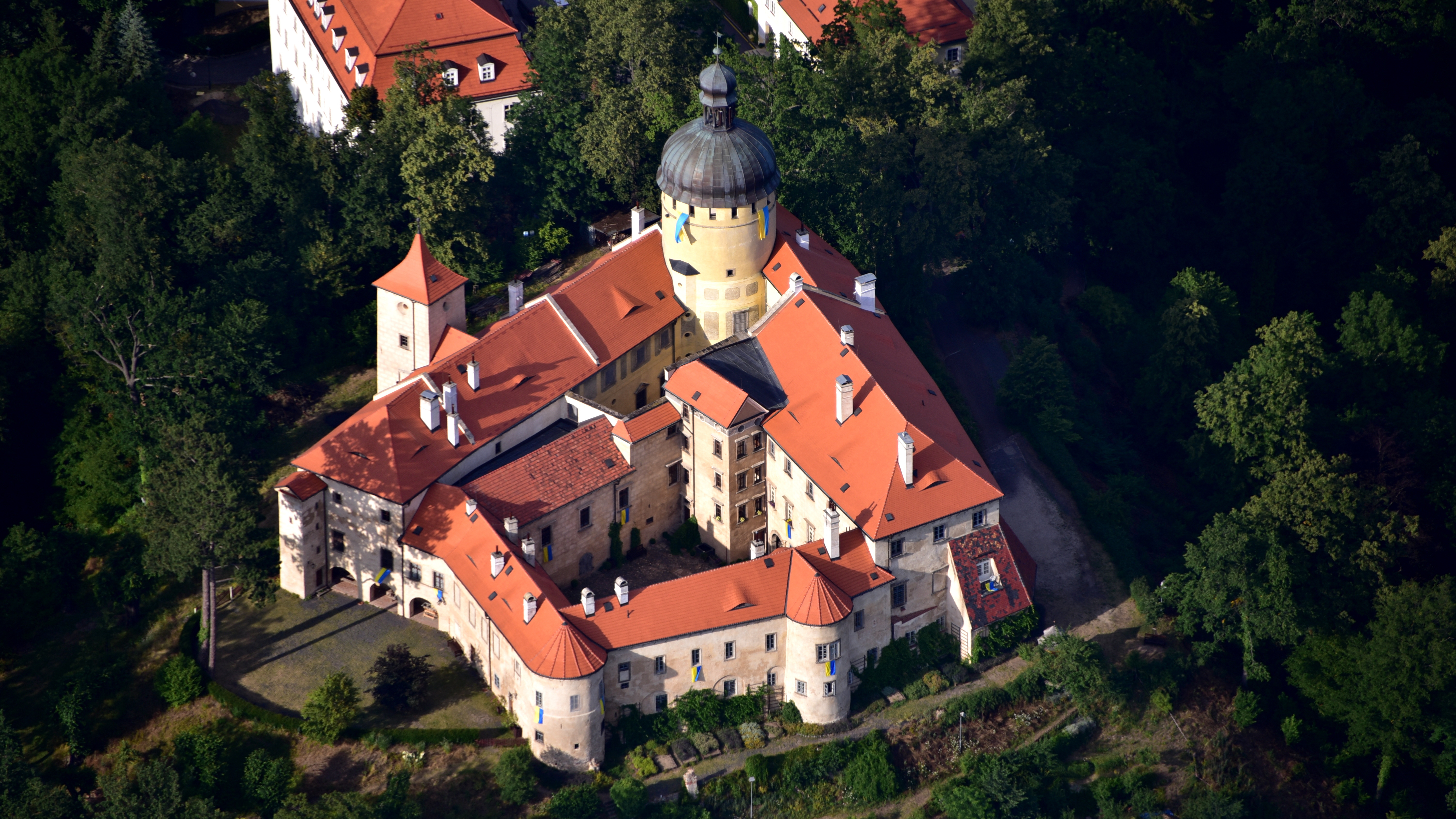
Burg Grabštejn, Luftaufnahme (2019)
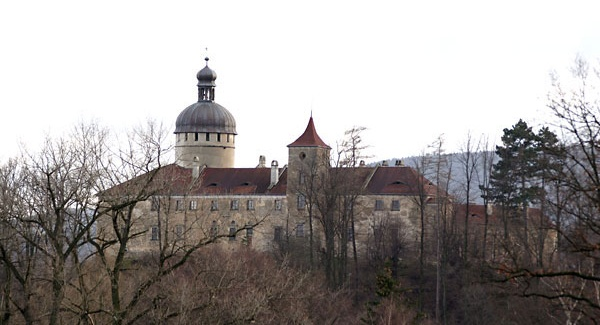
Blick auf die Burg
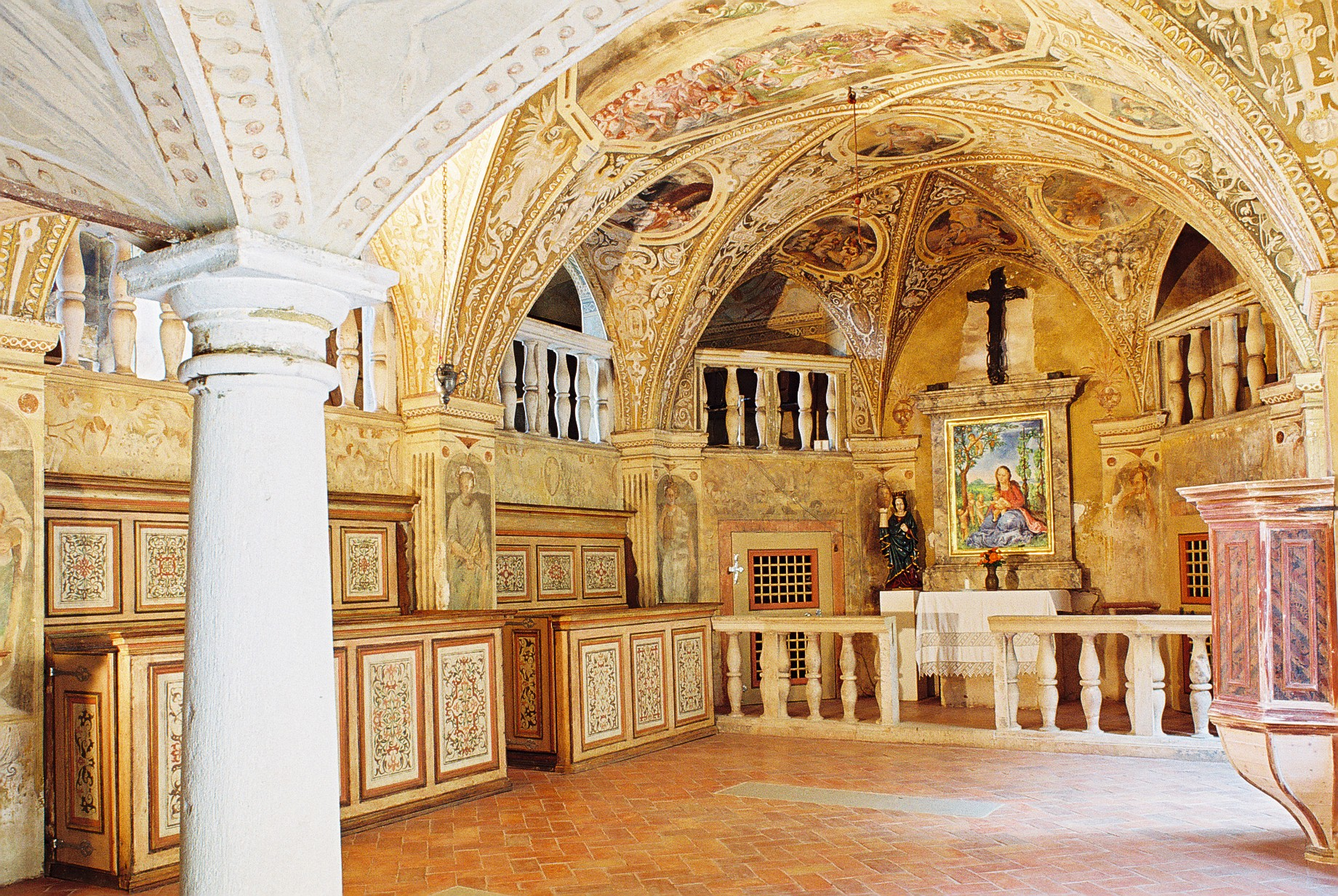
Kapelle der Hl. Barbara
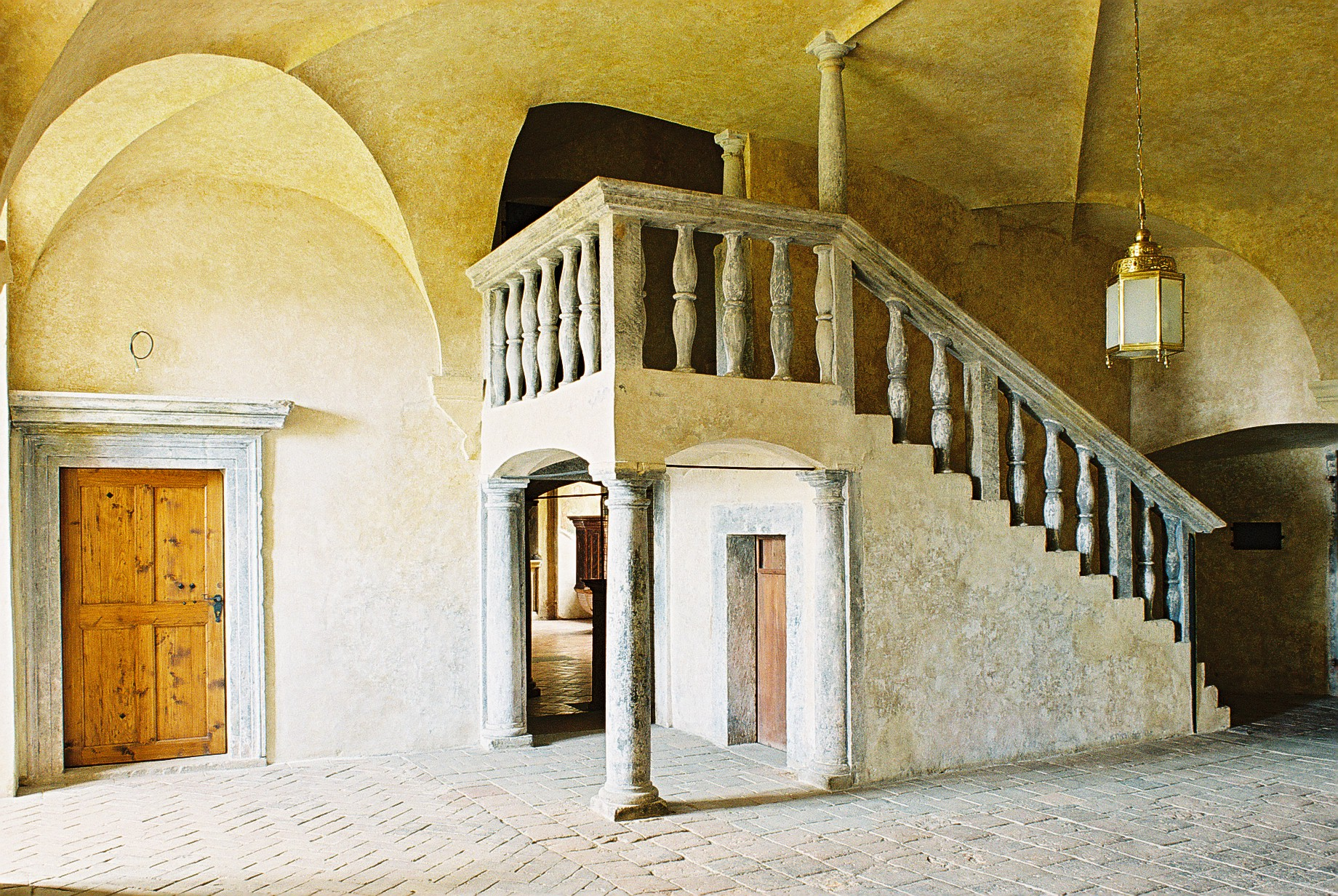
Eingangshalle
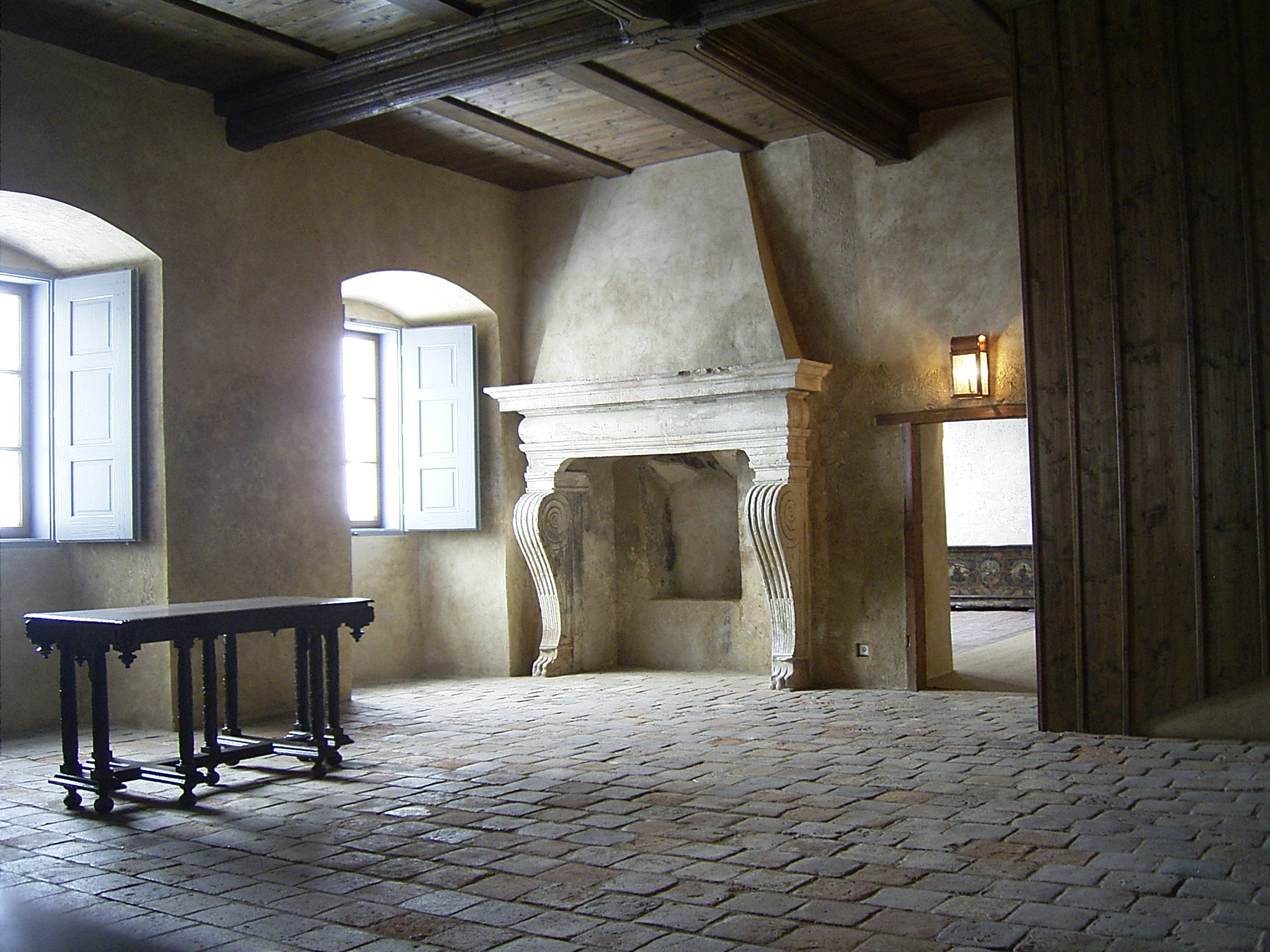
Raum mit Kamin
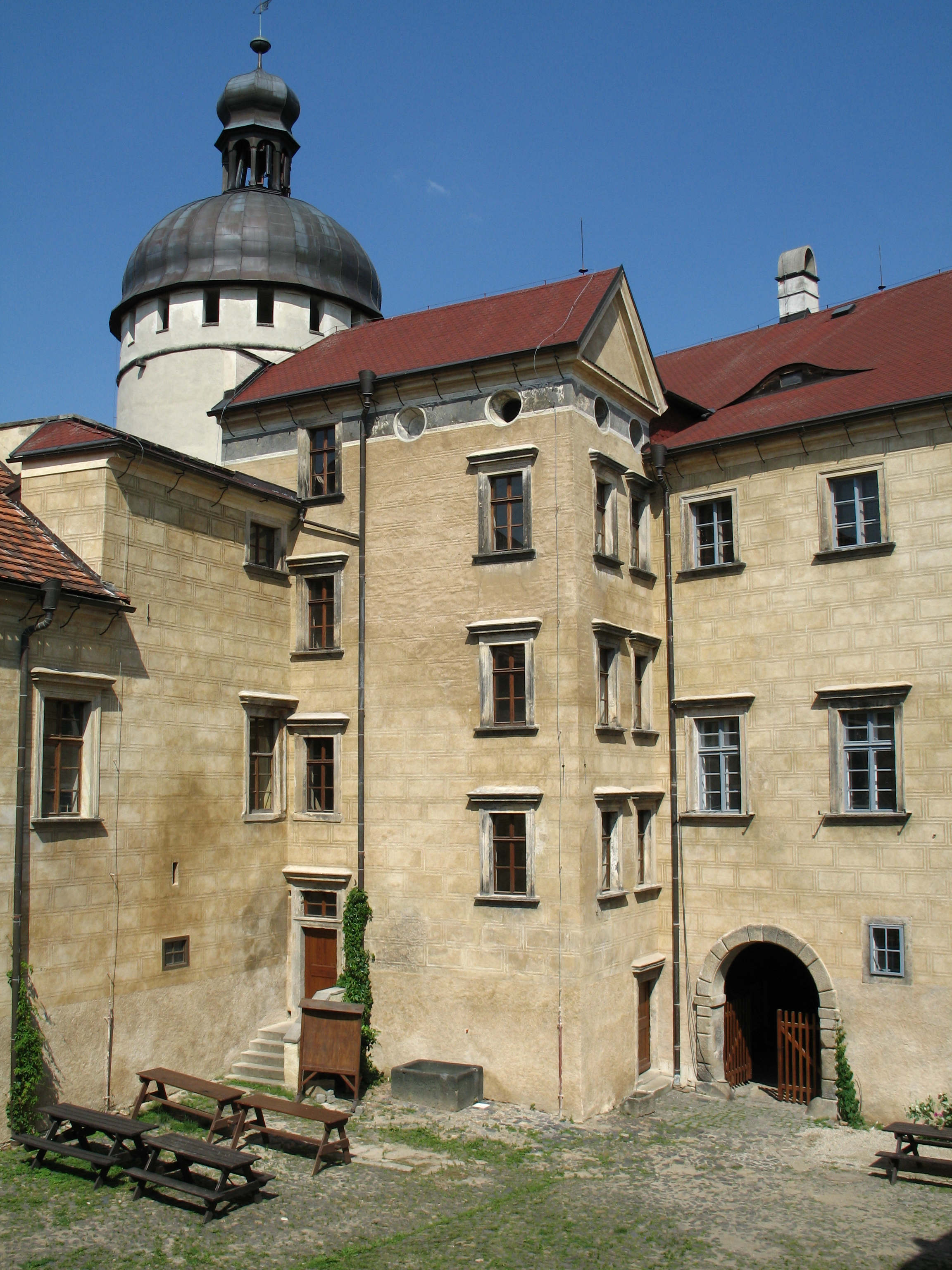
Burghof